# NGC 7187
NGC 7187 (другие обозначения — PGC 67909, ESO 404-24, MCG -6-48-18, AM 2159-330) — линзообразная галактика (S0) в созвездии Южная Рыба.
Этот объект входит в число перечисленных в оригинальной редакции «Нового общего каталога».